# Friedrich von Haunstadt
Friedrich von Haunstadt (mort probablement en 1225) est prince-évêque d'Eichstätt de 1223 à 1225.

## Biographie
Friedrich provient d'une noblesse bavaroise, vraisemblablement ministérielle. Oberhaunstadt, l'éponyme, fait aujourd'hui partie de la ville indépendante d'Ingolstadt, en Bavière.
Friedrich von Haunstadt apparaît pour la première fois en 1206 comme chanoine d'Eichstätt. L'élection de Friedrich comme évêque a lieu le jour des funérailles de son prédécesseur, Hartwig von Grögling-Dollnstein. Il a l'appui du comte de Grögling-Hirschberg (de). Il est le candidat de la majorité, du roi Henri VII de Germanie et confirmé par l'archevêque de Mayence, Siegfried II von Eppstein. Mais les représentants du pape Honorius III ne reconnaissent pas l'élection. Friedrich meurt sans avoir reçu l'ordination épiscopale.